# Rouba-monte
Rouba-monte é um jogo de cartas muito simples, fácil de ensinar para crianças.

## Participantes
Jogado por dois ou mais participantes, sem limite no número. Usa de um a quatro baralhos de 52 cartas completos.

## Objetivo
O objetivo do jogo é acumular o maior número de cartas, formando um grande monte.
Inicia-se o jogo embaralhando as cartas.
Coloque 8 delas sobre a mesa com a face voltada para cima e distribua 4 cartas para cada jogador.
O primeiro jogador deve verificar entre as cartas de sua mão se há alguma carta que seja igual mesmo número ou letra, a alguma das cartas que está na mesa. Se alguma carta for igual, você junta as duas cartas e separa elas iniciando seu monte.
Caso o jogador não tenha nenhuma carta que seja igual às da mesa, ele deve descartar uma carta qualquer da mão e colocá-la em cima da mesa. 
O próximo jogador deve procurar entre as cartas da mesa e a carta de cima do monte dos adversários um carta igual a alguma que tenha. Se tiver uma carta igual a carta do topo do monte de algum adversário, o jogador põe sua carta em cima e rouba o monte para si (Rouba o Monte).
Quando algum jogador ficar sem cartas na mão, deve pegar mais 4 cartas das que sobraram.
O jogo termina quando se acabarem as cartas para distribuição e ninguém mais tiver cartas igual às da mesa ou do monte de alguém.Se também acabarem ou sobrarem poucas cartas na mesa,deve-se repô-las.
O vencedor do jogo é quem tiver o maior monte de cartas ao final do jogo.

## Variações

### Casita Robada
O jogo argentino Casita Robata, é essencialmente o mesmo. As únicas diferenças do rouba-monte são:
- Um baralho espanhol de 40 (ou 48) cartas é usado;
- O jogo é jogado no sentido anti-horário.

### Rubamazzo
A variação italiana Rubamazzo ou Rubamazzetto é jogada no sentido anti-horário com um baralho italiano de 40 cartas.